# Trematosphaeriopsis parmeliana
Trematosphaeriopsis parmeliana är en lavart som beskrevs av Jacz. & Elenkin 1901. Trematosphaeriopsis parmeliana ingår i släktet Trematosphaeriopsis, ordningen Pleosporales, klassen Dothideomycetes, divisionen sporsäcksvampar och riket svampar.   Inga underarter finns listade i Catalogue of Life.